# Eve Lipchik
Eve Lipchik (* 2. August 1931 in Wien) ist eine US-amerikanische Psychotherapeutin, die sowohl in Familientherapie, als auch in Systemischer Therapie und Lösungsfokussierung wichtige Akzente gesetzt hat. Lipchik emigrierte aus Wien und zählte in den frühen 1980er Jahren – gemeinsam mit Insoo Kim Berg, Steve de Shazer und anderen – zu den Gründern des Brief Family Therapy Centers in Milwaukee.

## Publikationen
- Interviewing. Aspen Publishers, 1988, ISBN 0-89443-624-4 (englisch).
- Beyond Technique in Solution-focused Therapy: Working with Emotions and the Therapeutic Relationship. Guilford Press, 2002, ISBN 1-57230-764-1 (englisch).
- Uncovering MRI Roots in Solution-Focused Therapy. In: Ratkes. Dezember 2002 (englisch).